# داريا فيربوفا
داريا فيربوفا  (الأوكرانية: Дарія Вербова ؛ من مواليد 19 نوفمبر 1983) عارضة أزياء أوكرانية كندية. متحدثة باسم العلامة التجارية لانكوم الفرنسية.

## حياتها الشخصية
على الرغم من أنه ولد في كراكوف، بولندا، تحمل الجنسية الكندية والأوكرانية.

## روابط خارجية
- داريا فيربوفا على موقع IMDb (الإنجليزية)
- داريا فيربوفا على موقع قاعدة بيانات الفيلم (الإنجليزية)
- داريا فيربوفا على موقع دليل عارضات الأزياء (الإنجليزية)